# مقان الأول
كان مقان الأول مانسا مملكة مالي، بعد وفاة والده مانسا موسى الأول في 1337. وبصرف النظر عن المؤسس الأسطوري سوندياتا يتم اعتبار مانسا موسى عادة كأنجح ملوك مالي، ومقان ورث مملكة في ذروة مجدها. حكم لمدة أربع سنوات فقط قبل أن يخلفه عمه سليمان في عام 1341.
| سبقه منسا موسى الأول | مانسا مملكة مالي 1337–1341 | تبعه سليمان |